# Nils Brolén
Nils Axel Viktor Brolén, född 3 februari 1889 i Västerås, död 26 oktober 1956 i Östra Ryds socken, Uppland, var en svensk bankman och industriexpert. Han var son till Carl Axel Brolén.